# Ferry Settsu
Die Ferry Settsu (フェリーせっつ) war ein 1995 in Dienst gestelltes Fährschiff der japanischen Reederei Hankyu Ferry. Sie stand bis 2015 unter diesem Namen im Einsatz und fuhr anschließend bis 2020 als Hanil Gold Stella für einen Betreiber in Südkorea. 2021 ging das Schiff zum Abbruch nach Chittagong.

## Geschichte
Die Ferry Settsu wurde am 20. April 1995 unter der Baunummer 511 in der Werft von Kanda Zosensho in Setoda auf Kiel gelegt und lief am 28. Juli 1995 vom Stapel. Nach der Ablieferung an Hankyu Ferry am 8. Dezember 1995 nahm sie am 21. Dezember 1995 den Fährdienst von Kōbe nach Shin Moji auf. Ihr ein Jahr jüngeres Schwesterschiff war die ebenfalls 2021 in Bangladesch abgewrackte Ferry Suou.
Im Juni 2008 wechselte die Ferry Settsu zwischenzeitlich auf die Strecke von Izumiōtsu nach Shin Moji, war seit 2011 aber wieder ab Kōbe im Einsatz. Im April 2015 wurde das Schiff nach Indienststellung des Neubaus Izumi an die Hanil Express Company in Yeosu verkauft und in Hanil Carferry 2 umbenannt. Im Juni 2015 nahm es als Hanil Gold Stella den Dienst zwischen Yeosu und der Insel Jejudo auf.
2020 wurde die Hanil Gold Stella durch einen gleichnamigen Neubau ersetzt und nach einem Jahr Liegezeit in Yeosu an eine Abwrackwerft nach Chittagong verkauft. Dort traf das Schiff am 24. Juni 2021 unter dem Überführungsnamen Stella 1 zum Abbruch ein.